# Опря, Мариан
Мариан Опря (рум. Marian Oprea, род. 6 января 1982 года в Питешти, Румыния) — румынский легкоатлет, специализирующийся в тройном прыжке и прыжке в длину. Серебряный призёр Летних Олимпийских игр 2004 года в тройном прыжке.

## Карьера
В 2000 году на Чемпионате мира среди юниоров победил в прыжках в длину. Спустя год дебютировал на Чемпионате мира в Эдмонтоне, где покал тринадцатый результат.
Первый крупный успех — серебряная медаль на Чемпионате мира в помещении в 2002 году в Вене, где румын показал дальность 17,22 метра.
Прорыв в элиту произошел на Олимпийских играх в Афинах в 2004 году, где Мариан Опря выиграл серебряную медаль с результатом 17,55 метра. На Чемпионате мира 2005 года в Хельсинки он числился одним из фаворитов и выиграл бронзовую медаль. Свой личный рекорд в тройном прыжке румын установил 5 июля 2005 года в Лозанне, прыгнув на 17,81 метра.
На Чемпионате Европы в 2006 году в Гётеборге спортсмен завоевал бронзовую медаль. Участвовал в Олимпийских играх 2008 года в Пекине, где занял пятое место. А в следующем сезоне получил серьезную травмы колена и не выступал.
В 2010 году на чемпионате Европы в испанской Барселоне Опря выиграл серебряную медаль в тройном прыжке.
Всего за карьеру участвовал в 7 подряд чемпионатах Европы (2002, 2006, 2010, 2012, 2014, 2016, 2018).